# Klaus Gerwert
Klaus Gerwert (* 3. Mai 1956 in Groß Reken im Münsterland) ist ein deutscher Biophysiker. Er ist Professor und Leiter des  Lehrstuhls für Biophysik an der Ruhr-Universität Bochum in Bochum, Gründungsdirektor des Zentrums für molekulare Proteindiagnostik (PRODI) auf dem Gesundheitscampus NRW sowie Gründer der betaSENSE GmbH.

## Leben
Klaus Gerwert studierte Physik an der Westfälischen Wilhelms-Universität Münster. Nach dem Diplom promovierte er an der Albert-Ludwigs-Universität Freiburg 1985 mit einem biophysikalischen Thema in der Chemie. Er startete seine Postdoc-Phase am Max-Planck-Institut für molekulare Physiologie in Dortmund im Jahr 1986. Im Jahr 1990 wurde er zusätzlich „Visiting Investigator“ am Scripps Research Institute in La Jolla, USA und forschte dort von 1990 bis 1993 als „Heisenberg Fellow“ der Deutschen Forschungsgemeinschaft (DFG). 1993 habilitierte er an der Universität Bielefeld in physikalischer Chemie. Seit 1993 ist er Professor und Leiter des Lehrstuhls für Biophysik an der Ruhr-Universität Bochum. Von 2008 bis 2013 war er im Nebenamt Direktor am CAS (Chinese Academy of Sciences) – MPG (Max-Planck-Gesellschaft) Partner Institute for Computational Biology (PICB) auf dem SIBS Campus in Shanghai, China und bis 2017 „fellow“ der Max-Planck-Gesellschaft. Er war Gründer und Sprecher des Sonderforschungsbereichs 642 „GTP- und ATP-abhängige Membranprozesse“ (2004–2016). Zusammen mit klinischen Forschern gründete er 2010 als Sprecher das europäische Proteinforschungskonsortium  PURE (Protein Research Unit Ruhr within Europe) an der Ruhr-Universität Bochum. Seit 2014 ist der Gründungsdirektor und seit 2019 geschäftsführender Gründungsdirektor des Bund-Land-finanzierten Forschungsbaus für molekulare Proteindiagnostik (PRODI) auf dem Gesundheitscampus in Bochum. Um die dort gewonnenen Erkenntnisse in die klinische Anwendung zu bringen, gründete Klaus Gerwert 2020 die  betaSENSE GmbH, die er als geschäftsführender Gesellschafter leitet.

## Wirken
Klaus Gerwert hat die Entwicklung und Anwendung der zeitaufgelösten Infrarot-Differenzspektroskopie als neue Methode in der Proteinforschung in 260 Publikationen mit 14.000 Zitierungen und mit Patenten aktiv vorangetrieben.
Klaus Gerwert erforscht molekulare Reaktionsmechanismen und Interaktionen von membrangebundenen Proteinen, insbesondere von mikrobiellen Rhodopsinen und Proteinen der Ras-Superfamilie. Dazu hat er die zeitaufgelöste FTIR-Spektroskopie eingeführt und diese mit Molekularbiologie, Röntgenkristallographie und Computersimulationen von Proteinen orchestriert. Insbesondere hat er die katalytische Rolle proteingebundener Wassermoleküle für den Protonentransfer in einer vielzitierten Nature Publikation entdeckt.
Seit 2010 fokussiert sich Klaus Gerwert auf die Translation der in den Grundlagenwissenschaften etablierten Proteinanalytik in die klinische Anwendung. So hat er einen neuen Ansatz zur Bildgebung von Krebs- und Hirngewebe mittels Label-freiem Infrarot (IR) -Imaging entwickelt. Diesen Ansatz bezeichnet er als „Label-freie digitale Pathologie“. Dabei wird Infrarot (IR) -Imaging mit Künstlicher Intelligenz kombiniert.
Sein derzeitiger Fokus liegt auf dem Transfer des von ihm erfundenen   Immuno-Infrarot-Sensors (iRS) zur Frühdiagnose neurodegenerativer Erkrankungen in die klinische Anwendung. Bei vielen neurodegenerativen Erkrankung beobachtet man die Fehlfaltung von Proteinen, welche als Biomarker in Körperflüssigkeiten mit dem von Klaus Gerwert entwickelten Immuno-Infrarot-Sensors (iRS) gemessen werden können. Statt der Konzentrationsveränderung, die mit herkömmlichen Methoden bestimmt wird, wird mit dem Immuno-Infrarot-Sensor die Strukturveränderung eines Proteinbiomarkers gemessen. Diese neue innovative Plattformtechnologie ist weltweit patentiert. Die iRS-Plattformtechnologie ermöglicht die Erkennung sehr früher Stadien neurodegenerativer Erkrankungen und eine Stratifizierung von Personen mit hohem Risiko für neurodegenerative Erkrankungen und dadurch eine personalisierte Therapie. Die Alzheimer-Erkrankung kann bis zu 17 Jahre bevor klinische Symptome auftreten erkannt werden. Kürzlich konnte der Ansatz anhand der Fehlfaltung von  α-Synuclein auf Parkinson erweitert werden.

## Auszeichnungen
Klaus Gerwert ist Mitglied der Nordrhein-Westfälischen Akademie der Wissenschaften und der Künste. Zu seinen Auszeichnungen gehören unter anderem:
- 1990: Heisenberg-Stipendium der Deutschen Forschungsgemeinschaft (DFG)
- 1992: Karl-Arnold-Preis der Nordrhein-Westfälische Akademie der Wissenschaften[9]
- 2006: Innovationspreis Ruhr 2006[10]
- 2023: Innovationspreis des Landes NRW 2023[11]